# Felix Limo
Felix Limo (Nandi (district), Kenia, 22 augustus 1980) is een Keniaanse voormalige langeafstandsloper. Hij had van 2001 tot 2010 het wereldrecord op de 15 km op zijn naam staan.

## Loopbaan
In 2000 baarde Limo opzien door in één keer zijn persoonlijk record op de 10.000 m te verbeteren van 28.23,30 naar 27.04,54. Een jaar later liep hij op 11 november met 41.29 op de Zevenheuvelenloop in Nijmegen een wereldrecord op de 15 km. Sinds 9 februari 2007 deelde hij deze prestatie met zijn landgenoot Samuel Wanjiru, totdat in 2010 weer een andere landgenoot, Leonard Komon, hem in diezelfde Zevenheuvelenloop het record ontfutselde door in 41.13 zestien tellen sneller te finishen.
Vanaf 2003 legde Felix Limo zich meer toe op de marathon. In 2004 won hij de marathon van Berlijn en de marathon van Rotterdam. In laatstgenoemde wedstrijd liep hij zijn persoonlijk record van 2:06.14. Dit was de tiende beste prestatie ooit op een marathon gelopen. In 2005 won hij de marathon van Chicago en de 20 van Alphen in 58.34. In 2006 won Limo de marathon van Londen in 2:06.39.
Felix is geen familie van Richard Limo, maar wel verre familie van Benjamin Limo.

## Einde atletiekcarrière
Op 10 januari 2013 kondigde Felix Limo zijn afscheid van de atletieksport aan. Hij had de laatste jaren in toenemende mate last van zijn rug, waardoor hij niet meer in staat was om de trainingsarbeid te verrichten die nodig was om op topniveau te lopen. De Keniaan ging zich nu meer wijden aan zijn gezin en zijn maatschappelijke carrière.

## Trivia
Felix Limo was te zien in een reclame voor Fortis (op dat moment de sponsor van de marathon van Rotterdam); hij moest een jurk voor zijn moeder halen, maar kocht van het geld Adidas hardloopschoenen en won daarna de marathon van Rotterdam.

## Persoonlijke records
Baan
| Onderdeel | Prestatie | Datum            | Plaats    |
| --------- | --------- | ---------------- | --------- |
| 3000 m    | 7.40,67   | 2 september 2001 | Rieti     |
| 5000 m    | 13.16,42  | 17 juli 2001     | Stockholm |
| 10.000 m  | 27.04,54  | 25 augustus 2000 | Brussel   |

Weg
| Onderdeel      | Prestatie     | Datum             | Plaats              |
| -------------- | ------------- | ----------------- | ------------------- |
| 5 km           | 13.31         | 26 maart 2000     | Carlsbad            |
| 10 km          | 27.39         | 22 september 2002 | Swansea             |
| 15 km          | 41.29 (ex-WR) | 11 november 2001  | Nijmegen            |
| 10 Eng. mijl   | 46.41         | 8 april 2001      | Washington          |
| 20 km          | 58.20         | 7 maart 2004      | Alphen aan den Rijn |
| halve marathon | 1:02.05       | 29 september 2002 | Lissabon            |
| 25 km          | 1:14.51       | 26 september 2004 | Berlijn             |
| 30 km          | 1:29.36       | 26 september 2004 | Berlijn             |
| marathon       | 2:06.14       | 4 april 2004      | Rotterdam           |

## Palmares

### 3000 m
- 1999:  Cuxhaven - 8.02,89
- 2000:  Ingolstadt Meeting - 7.43,50
- 2000:  Janusz Kusocinski Memorial - 8.00,78
- 2001: 5e Norwich Union British Grand Prix - 7.42,58

### 5000 m
- 1999:  Savo Games in Lapinlahti - 13.32,00
- 1999: 4e Papendal Games in Arnhem - 13.23,43
- 2000:  Sule Memorial Meeting in Tartu - 13.33,90

### 10000 m
Golden League
- 2000:  Memorial Van Damme – 27.04,54
- 2001: 4e Memorial Van Damme - 27.26,86

### 10 km
- 1998: 5e Wolfskamerloop #3 in Huizen - 30.19,2
- 1999:  Maliebaanloop in Utrecht - 28.50
- 1999:  Echt - 28.37
- 2000: 4e Cooper River Bridge Run in Charleston - 27.58
- 2000:  The Hague Royal Ten - 28.07
- 2001: 5e World's Best in San Juan - 28.48
- 2002:  Zwitserloot Dak Run - 27.58
- 2002:  Swansea Bay - 27.39
- 2003: 5e Peachtree Road Race in Atlanta - 28.45,9
- 2003: 4e Corrida van Houilles - 29.08
- 2004:  Zwitserloot Dak Run - 28.32
- 2010:  Vattenfall City-Nacht in Berlijn - 29.23

### 15 km
- 1999:  Montferland Run - 44.08
- 2000: 5e KAAA Energiser Road Race in Iten - 50.50,8
- 2000:  Montferland Run - 43.49
- 2000:  Zevenheuvelenloop - 42.53
- 2001:  Zevenheuvelenloop - 41.29
- 2005: 4e Montferland Run - 44.25
- 2008: 7e Utica Boilermaker - 44.59
- 2010: 19e Zevenheuvelenloop - 46.44
- 2013: 21e Zevenheuvelenloop - 47.36,0

### 10 Eng. mijl
- 2001: 5e Nortel Networks Cherry Blossom - 46.41
- 2003: 7e Dam tot Damloop - 47.22
- 2005: 5e Dam tot Damloop - 46.48

### 20 km
- 2004:  20 van Alphen - 58.20
- 2005:  20 van Alphen - 58.34

### halve marathon
- 2002:  halve marathon van Portugal - 1:02.05
- 2002: 11e halve marathon van Lissabon - 1:01.15 (69 meter downhill)
- 2004: 5e halve marathon van Rotterdam - 1:03.09
- 2006: 5e halve marathon van Lissabon - 1:01.12
- 2007: 15e halve marathon van Rotterdam - 1:03.25
- 2006: 5e halve marathon van Lissabon - 1:01.12 (69 meter downhill)
- 2010: 7e Route du Vin - 1:02.20

### marathon
- 2003:  marathon van Amsterdam - 2:06.42
- 2004:  marathon van Berlijn - 2:06.44
- 2004:  marathon van Rotterdam - 2:06.14
- 2005:  marathon van Rotterdam - 2:09.00,8
- 2005:  Chicago Marathon - 2:07.02
- 2006:  marathon van Londen - 2:06.39
- 2007:  marathon van Londen - 2:07.47
- 2008: 5e marathon van Fukuoka - 2:10.59
- 2008: 8e marathon van Londen - 2:10.34
- 2009: 10e marathon van Londen - 2:09.47
- 2009: 7e marathon van Seoel - 2:13.13
- 2010: 7e marathon van Wenen - 2:11.34
- 2011: 6e marathon van Tokio - 2:10.50
- 2011: 4e marathon van Berlijn - 2:10.38
- 2012: 8e marathon van Madrid - 2:20.06

### overige afstanden
- 1999:  4 Mijl van Groningen - 18.23

### veldlopen
- 1998: 5e Warandeloop (Nederland) - 30.32